# オール (紋章学)

オール
Argent an orle gules

オール（英: Orle、仏: Orle）は、紋章学において、ボーデュアのようにシールド又はフィールドの縁に従ってフィールドを囲むチャージである。ボーデュアとの違いは、オールの外側の線とシールドの外縁の間に背景のフィールドが見えることである。単独で使われることは滅多になく、オーディナリーの中でもサブオーディナリーに分類される。

## 解説

### 語源
英語のオールという単語は、俗ラテン語の ōrulus を語源とし、中期フランス語で「縁」又は「端」を意味する言葉となり、16世紀後半ごろに英語に取り入れられた。

### オールの幅
オールは、ボーデュアのおよそ半分の幅を持つ。ボーデュアの幅がシールドの約6分の1程度であるから、約12分の1ということになるが、これよりももっと細く描かれることも多く、マーシャリングが進むとほとんど線にしか見えないほど細く描かれることもある。

### 紛らわしい例

ボーデュアとインエスカッシャンの組み合わせ
Gules, an inescutcheon Argent within a bordure Argent

紋章の図だけ見るとオールと見間違えてしまう紛らわしい例がある。エスカッシャンにボーデュアの中にインエスカッシャンを配置した場合で、右図のような紋章になる。しかし、紋章は図柄で定義されるのではなく、紋章記述によって定義されるため、冒頭の図と右図は見た目は似ていても異なる紋章として扱われることに注意しなければならない。

### オールに関する用語
イン・オール (in orle)エスカッシャンの縁に沿って複数のチャージをオールを配置する位置に等間隔に並べることを指す。しかし、実際にはボーデュアが置かれる位置に近いため少々紛らわしい。イン・オールのようにボーデュアの上にチャージを重ねるボーデュア・セミーは、ボーデュアがなくても成り立つイン・オールと異なるので明確に区別されなければならない。なお、イン・オールが正しい記述であるが、しばしばボーデュア・セミーのように an orle of (charge name) という記述も見られる。